# Sawica
Die Sawica, deutsch Sawitz, ist ein kleiner linker Zufluss des Omulew (Omulef) in Polen.

## Geografie
Der rund 50 km lange Fluss entspringt als Saska (Heidbach) bei dem Dorf Łupowo (Wappendorf) in der Gmina Dźwierzuty (Mensguth) in der Woiwodschaft Ermland-Masuren (früheres Ostpreußen) zwischen den Städten Biskupiec  (Bischofsburg) und Szczytno (Ortelsburg),  fließt in südlicher Richtung ab, durchfließt dabei den 8,7 km² großen See Jezioro Sasek Wielki (Großer Schobensee) und den 1,68 km² großen See Jezioro Sędańskie  (Seedanziger See), führt in seinem weiteren Verlauf nach Süden den Namen Sawica, durchfließt weiter den 3,16 km² großen See Jezioro Sasek Mały (Paterschobensee oder Kleiner Schobensee) und mündet schließlich in Wielbark (Willenberg) in den Omulew.